# شهرستان برانگوو
شهرستان برانگوو (به لهستانی: Powiat Braniewo) یک شهرستان در لهستان است که در استان وارمی-ماسوری واقع شده‌است. شهرستان برانگوو ۱٬۲۰۴٫۵۴ کیلومتر مربع مساحت و ۴۳٬۷۸۱ نفر جمعیت دارد.